# Дзанонато, Флавио
Флавио Дзанонато (итал. Flavio Zanonato; род. 24 июля 1950, Падуя, Венето) — итальянский журналист и политик, министр экономического развития Италии (2013—2014).

## Биография
Окончил технический лицей имени Маркони (Istituto Tecnico G. Marconi), документа о высшем образовании не получил, но курс прослушал и только не защитил дипломную работу. Начинал политическую карьеру в окружении Пьеро Фассино в Итальянской коммунистической партии, где на национальном уровне отвечал за вопросы иммиграции и эмиграции. Впоследствии по мере партийных реорганизаций последовательно переходил в Демократическую партию левых сил, Партию левых демократов и Демократическую партию (в 2007 году). С 1975 по 2004 год входил в коммунальный совет Падуи, в 1992—1993 годах занимал должность вице-мэра родного города. 6 июня 1993 года избран мэром Падуи и оставался в этой должности до 1999 года, когда проиграл во втором туре выборов Джустине Дестро. 13 июня 2004 года вновь избран мэром Падуи, в 2009 году переизбран, набрав 52 % голосов избирателей. Получил прозвище «мэра-шерифа», поскольку в 2007 году начал нещадную борьбу с клиентами проституток, облагая их штрафом в размере 150 евро, а также распорядился в 2006 году соорудить металлическую ограду вокруг кварталов Падуи со значительной долей иммигрантов в населении и серьёзными проблемами контрабандной торговли, чем вызвал симпатии Лиги Севера и критику левых.
Дзанонато занимается публицистикой, состоит в союзе журналистов Венето.
28 апреля 2013 года назначен министром экономического развития в правительстве Летта, 10 июня 2013 года оставил должность мэра Падуи. 22 февраля 2014 года было сформировано правительство Ренци, в котором портфель министра экономического развития получила Федерика Гуиди.
В 2014 году избран по списку Демократической партии в Европейский парламент в избирательном округе Северо-Западной Италии, получив 96 380 голосов и заняв второе место в партийном списке. Вошёл во фракцию Прогрессивного альянса социалистов и демократов.
В 2017 году вместе с двумя другими евродепутатами — Массимо Паолуччи и Антонио Панцери — перешёл из ДП в новую итальянскую левую партию «Первая статья», оставшись в той же фракции Европарламента.